# Zeitgesetz (Deutschland)
Das am 12. Juli 2008 außer Kraft getretene Zeitgesetz bestimmte, wie die Zeit in Deutschland festgelegt ist, und dass die gesetzliche Zeit im amtlichen und geschäftlichen Verkehr für Datum und Uhrzeit maßgeblich ist.
Gesetzliche Zeit ist die mitteleuropäische Zeit. Diese ist bestimmt durch die koordinierte Weltzeit unter Hinzufügung einer Stunde. Die gesetzliche Zeit wird von der Physikalisch-Technischen Bundesanstalt definiert, dargestellt und verbreitet.
Das Gesetz ermächtigt die Bundesregierung auch, „zur besseren Ausnutzung der Tageshelligkeit und zur Angleichung der Zeitzählung an diejenige benachbarter Staaten durch Rechtsverordnung für einen Zeitraum zwischen dem 1. März und dem 31. Oktober die mitteleuropäische Sommerzeit einzuführen“. Von dieser Ermächtigung hat die Bundesregierung zuletzt 2001 mit der Verordnung über die Einführung der mitteleuropäischen Sommerzeit ab dem Jahr 2002 Gebrauch gemacht, welche die Sommerzeit auf unbestimmte Zeit einführt; sie hat damit die Richtlinie 2000/84/EG zur Regelung der Sommerzeit umgesetzt. Ab dem letzten Sonntag im März bis vor den letzten Sonntag im Oktober gilt die mitteleuropäische Sommerzeit. Sie ist bestimmt durch die koordinierte Weltzeit unter Hinzufügung zweier Stunden.
Das Gesetz trat am 1. August 1978 in Kraft und löste das entsprechende Gesetz des Deutschen Reiches aus dem Jahre 1893 (Gesetz betreffend die Einführung einer einheitlichen Zeitbestimmung) ab.
Mit Wirkung vom 12. Juli 2008 wurde das Gesetz aufgehoben, die Inhalte wurden in das Einheiten- und Zeitgesetz übertragen.

## Einzelnachweis
1. ↑  Art. 1 und 3 des Gesetzes zur Änderung des Gesetzes über Einheiten im Messwesen und des Eichgesetzes, zur Aufhebung des Zeitgesetzes, zur Änderung der Einheitenverordnung und zur Änderung der Sommerzeitverordnung vom 3. Juli 2008 (BGBl. I S. 1185)